# Terhi Markkanen
Terhi Markkanen (* 6. November 1973 in Konnevesi) ist eine frühere finnische Biathletin.
Terhi Markkanen startete für Konneveden Urheilijat. Sie gehörte in der ersten Hälfte der 1990er Jahre zum finnischen Nationalkader. Höhepunkt der Karriere war die Teilnahme an den Olympischen Winterspielen 1992, wo erstmals weibliche Biathletinnen olympische Rennen austragen durften. Im ersten Rennen, dem Sprint, wurde sie mit zwei Schießfehlern im Stehendanschlag 28. und erreichte damit eine ihrer besten internationalen Platzierungen. Im Einzel wurde sie mit vier Schießfehlern 38. Im Staffelrennen wurde Markkanen als Schlussläuferin mit Mari Lampinen und Tuija Sikiö Fünfte. Ihr bestes Resultat im Weltcup schaffte die Finnin in der Saison 1992/93 in den olympischen Testrennen in Lillehammer als 13. eines Sprints. Die Qualifikation zu Olympischen Winterspielen 1994 schaffte Markkanen jedoch nicht und beendete daraufhin ihre Karriere.

## Weltcup-Platzierungen
Die Tabelle zeigt alle Platzierungen (je nach Austragungsjahr einschließlich Olympische Spiele und Weltmeisterschaften).
- 1.–3. Platz: Anzahl der Podiumsplatzierungen
- Top 10: Anzahl der Platzierungen unter den ersten zehn (einschließlich Podium)
- Punkteränge: Anzahl der Platzierungen innerhalb der Punkteränge (einschließlich Podium und Top 10)
- Starts: Anzahl gelaufener Rennen in der jeweiligen Disziplin

| Platzierung                                                                                                | Einzel | Sprint | Verfolgung | Massenstart | Team | Staffel | Gesamt |
| --- | ------ | ------ | ---------- | ----------- | ---- | ------- | ------ |
| 1. Platz                                                                                                   |        |        |            |             |      |         |        |
| 2. Platz                                                                                                   |        |        |            |             |      |         |        |
| 3. Platz                                                                                                   |        |        |            |             |      |         |        |
| Top 10 |        |        |            |             |      | 1       | 1      |
| Punkteränge                                                                                                |        | 1      |            |             |      | 1       | 2      |
| Starts | 2      | 3      |            |             |      | 1       | 6      |
| Stand: Karriereende, einschließlich Weltmeisterschaften und Olympischen Spielen, Daten wohl nicht komplett |        |        |            |             |      |         |        |